# Pioggiola
Pioggiola é uma comuna francesa na região administrativa de Córsega, no departamento da Alta Córsega. Estende-se por uma área de 18,59 km². 